# Goldwyn Pictures Corporation
La Goldwyn Pictures Corporation è stata una casa di produzione statunitense, fondata da Samuel Goldwyn, che operò dal 1916 al 1924, quando si fuse con altre due compagnie dando vita alla Metro Goldwyn Mayer.

## Filmografia
- The Spreading Dawn, regia di Laurence Trimble (1917)
- Nearly Married, regia di Chester Withey (1917)
- L'uomo della fortuna (The Cinderella Man), regia di George Loane Tucker (1917)
- The Floor Below, regia di Clarence G. Badger (1918)
- The Danger Game, regia di Harry A. Pollard (1918)
- The Turn of the Wheel, regia di Reginald Barker (1918)
- The Bonds That Tie - cortometraggio (1918)
- Cardenia rossa (The Hell Cat), regia di Reginald Barker (1918)
- Shadows, regia di Reginald Barker (1919)
- Daughter of Mine, regia di Clarence G. Badger (1919)
- Carnevale di sangue (The Stronger Vow), regia di Reginald Barker (1919
- One Week of Life, regia di Hobart Henley (1919)
- The Service Star, regia di Charles Miller (1918)
- Heartsease, regia di Harry Beaumont (1919)
- La fiamma del deserto (Flame of the Desert), regia di Reginald Barker (1919)
- The Loves of Letty, regia di Frank Lloyd (1919)
- The Gay Lord Quex, regia di Harry Beaumont (1919)
- La donna e il burattino (The Woman and the Puppet), regia di Reginald Barker (1920)
- Hold Your Horses, regia di E. Mason Hopper (1921)
- Snowblind, regia di Reginald Barker (1921)
- Beating the Game, regia di Victor Schertzinger (1921)
- Dangerous Curve Ahead, regia di E. Mason Hopper (1921)
- Per farla innamorare (Doubling for Romeo), regia di Clarence G. Badger  (1921)
- The Grim Comedian, regia di Frank Lloyd (1921)
- The Night Rose rinominato Voices of the City, regia di Wallace Worsley (1921)
- Head Over Heels, regia di Paul Bern, Victor Schertzinger (1922)
- Nellie, la bella modista (Nellie, the Beautiful Cloak Model), regia di Emmett J. Flynn   (1924)